# پروپیل پارابن
پروپیل پارابن (به انگلیسی: Propylparaben) با فرمول شیمیایی C۱۰H۱۲O۳ یک ترکیب شیمیایی با شناسه پاب‌کم ۷۱۷۵ است. که جرم مولی آن 180.2 g/mol می‌باشد. 